# کراتولوس

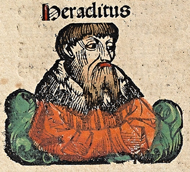
کراتولوس

کراتولوس (به یونانی: Κρατύλος) از مهم‌ترین پیروانِ فلسفهٔ هراکلیتوس بود؛ که حتی می‌توان او را به عنوان جانشین هراکلیتوس در سده پنجم پیش‌ازمیلاد نیز نام برد. از وی گزارش‌های چندانی برجای نمانده است؛ ولی ارسطو در کتاب متافیزیکِ خود از او گزارش‌هایی را نقل کرده‌است.
دیوگنس لائرتیوس می‌گوید: 
افلاطون پس از مرگِ سقراط، به نزدِ کراتولوس که مکتبِ هراکلیتوسی را در آن‌زمان می‌گرداند رفته؛ و به او ملحق شده‌است.
 ارسطو نیز در کتاب متافیزیک می‌نویسد: 
افلاطون در دوران جوانی با کراتولوس و اندیشه‌های هراکلیتوسی آشنا گردید، و این اندیشه‌ها را تا دوران پیری حفظ کرد.
 اندیشه‌هایی که به گفتهٔ ارسطو باعثِ شکل‌گیریِ نظریهٔ مثل افلاطون گردید.

## فلسفه
بر اساسِ گزارش‌هایی که ارسطو در متافیزیک نقل کرده؛ کراتولوس معتقد بوده که تمامیِ چیزهای موجود در جهان در حالِ سیلان و تغییر هستند؛ و بنابراین هیچ‌گونه دانش و شناختی نسبت به آنان امکان‌پذیز نیست. به گفتهٔ ارسطو، کراتولوس تا جایی پیش رفته که گفته‌است:
نباید حرفی زد و چیزی گفت؛ بلکه تنها با اشارهٔ انگشت باید مقصودِ خود را رساند.
 همچنین کراتولوس به هراکلیتوس ایراد گرفته‌است که چرا وی معتقد بوده‌است که نمی‌توان از یک رودخانه دو بار عبور کرد. چراکه بر اساسِ تفکراتِ کراتولوس از یک رودخانه حتی یک‌بار نیز نمی‌توان گذشت.